# Зализничное (Петропавловский район)
Зализничное (укр. Залізничне, до 2016 года — Бра́гиновка, укр. Брагинівка) — посёлок, Петропавловский поселковый совет, Петропавловский район, Днепропетровская область, Украина.

## Географическое положение
Посёлок находится в 3-х км от левого берега реки Бык, в 1,5 км от пгт Петропавловка и села Троицкое.

## История
Поселение было основано в 1920 году переселенцами из села Петропавловка и названо в честь большевика И. П. Брагина, который погиб 10 октября 1919 года в ожесточённом бою с белогвардейцами.
Во время Великой Отечественной войны в 1941 - 1943 гг. селение находилось под немецкой оккупацией, в нём действовала советская партизанская группа, командиром которой являлся И. С. Смирный.
В 1957 году — присвоен статус посёлок городского типа.
По состоянию на начало 1969 года, в посёлке находилась центральная усадьба колхоза "Коммунист", действовали восьмилетняя школа, Дом культуры и библиотека.
В январе 1989 года численность населения составляла 725 человек.
В марте 1995 года Верховная Рада Украины внесла находившийся в посёлке элеватор в перечень предприятий, приватизация которых запрещена в связи с их общегосударственным значением.
По состоянию на 1 января 2013 года численность населения составляла 328 человек.
В мае 2016 года посёлок Брагиновка был переименован в Зализничное (в переводе с украинского — Железнодорожное).

## Объекты социальной сферы
- Детский сад, три магазина.

## Транспорт
Через посёлок проходит автомобильная дорога международного значения М-04, которая является частью европейского маршрута E 50.
Железнодорожная станция Петропавловка на линии Павлоград—Покровск Приднепровской железной дороги.

## Известные жители
- Н. М. Рыжкова - звеньевая,3-й секретарь Петропавловского райкома КПСС Герой Социалистического Труда[4]